# ベン・マカルマン
ベン・マカルマン（Ben McCalman 1988年3月18日 - ）は 、オーストラリア出身のラグビー選手。ポジションはナンバーエイト、フランカー。

## 人物
1988年3月18日、ニューサウスウェールズ州ダボーで生まれる。
身長193cm、体重106kg。
実家は6000ヘクタールの農場で、小麦を栽培している。

## 来歴
キンロス・ワラロイ・スクール卒業、シドニー大学に進学。2009年、ラグビーセブンスオーストラリア代表に選出される。
2010年、スーパー14(現スーパーラグビー）のウェスタン・フォースに入る。同年、オーストラリアン・バーバリアンズ(Australian Barbarians)に選出され2試合出場、ワラビーズに初選出、南アフリカ戦で代表デビュー。2011年、ワールドカップのオーストラリア代表に選出された。
2015年、トップリーグのパナソニックワイルドナイツに加入。1シーズンプレーした。

## リンク
- Wallabies Profile